# Academia Waldschlösschen

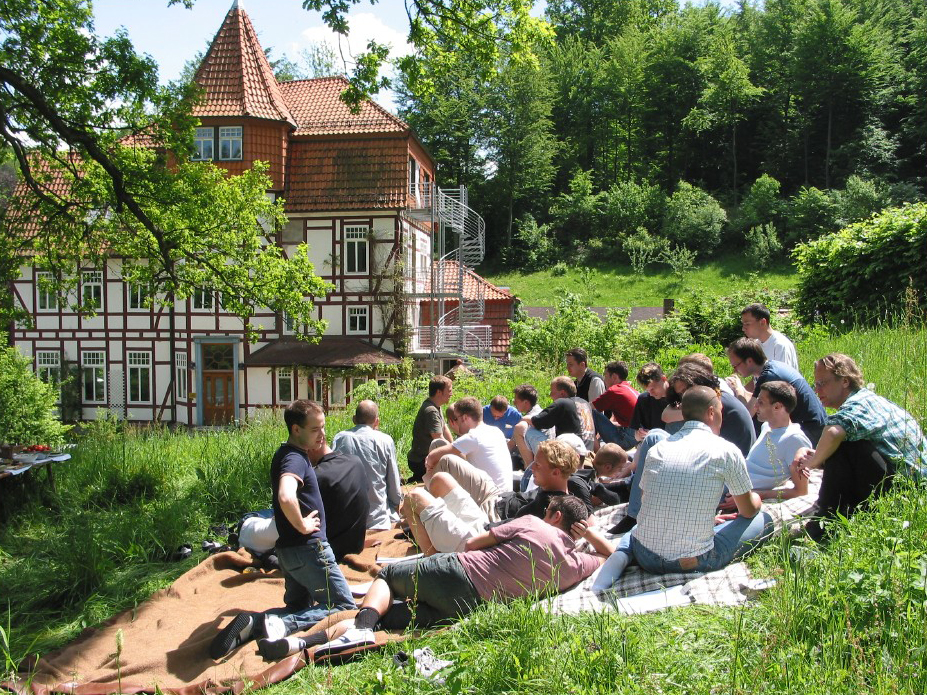
Waldschlösschen.

La Akademie Waldschlösschen (Academia Waldschlösschen;  Waldschlösschen significa «palacete del bosque») es una institución educativa que se encuentra cerca de Reinhausen en la Baja Sajonia, entre Gotinga y Heiligenstadt

## La casa y su historia

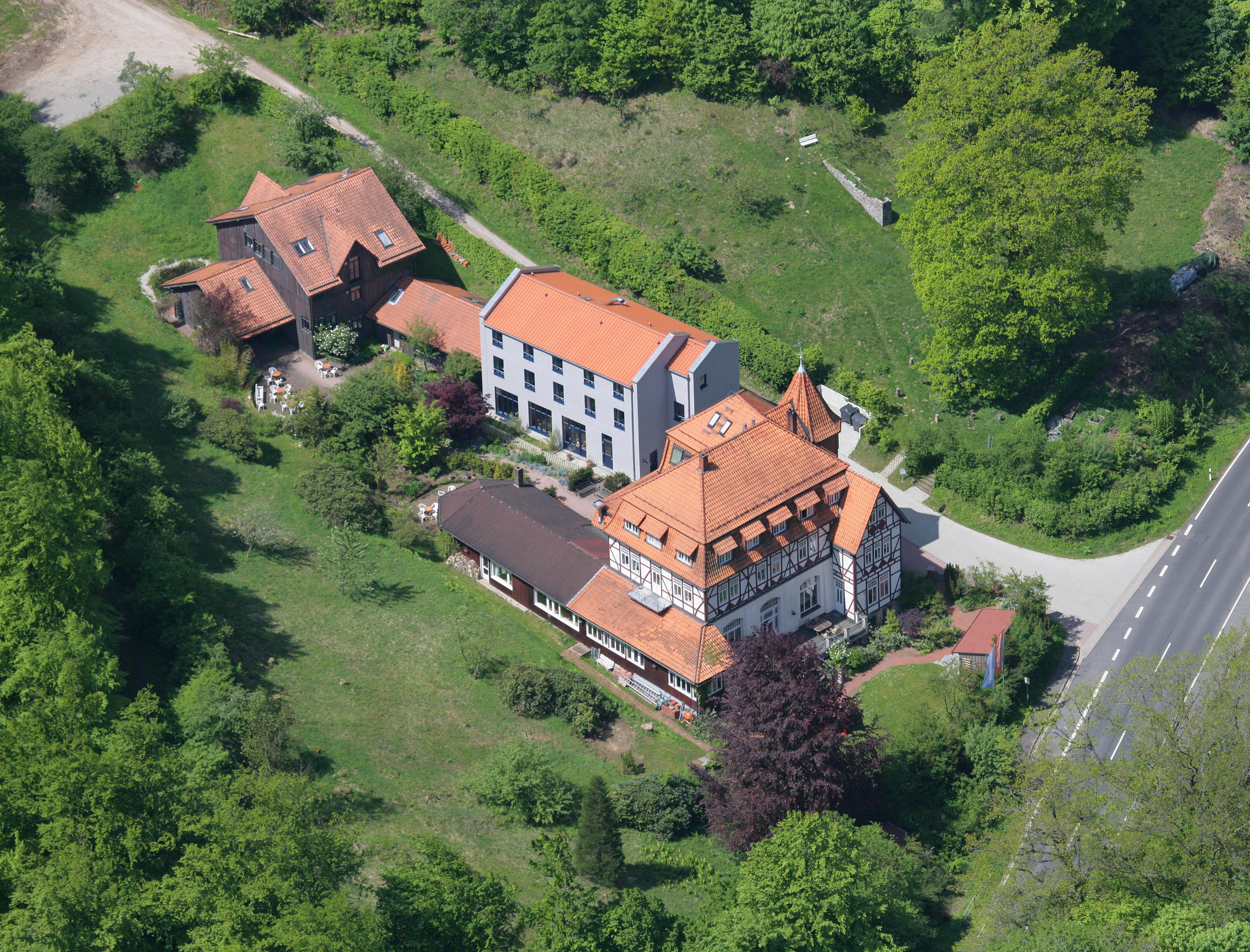
Foto aérea de la academia.

La casa fue construida en 1904 como «Kurhotel Waldschlösschen» (Balneario Waldschlösschen). El monumento se encontraba vacío 1981, cuando los fundadores crearon allí el «Freies Tagungshaus Waldschlösschen» (Casa libre de conferencias Waldschlösschen). En 2000 se renombró el lugar como «Akademie Waldschlösschen». Gracias a la apertura de la frontera entre las dos Alemanias, a cinco kilómetros al este, la academia se encontró a partir de 1989 en medio de Alemania. 
En 1990 y 2008 se amplió el edificio con otros para la realización de seminarios y alojamiento. La dirección la lleva la fundación sin ánimo de lucro «Stiftung Akademie Waldschlösschen», creada en 2003 por los fundadores de la academia Rainer Marbach y Ulli Klaum. Desde el año 2000, la institución está reconocida en el Estado Federal para la educación de adultos y recibe ayudas públicas.

## Importancia

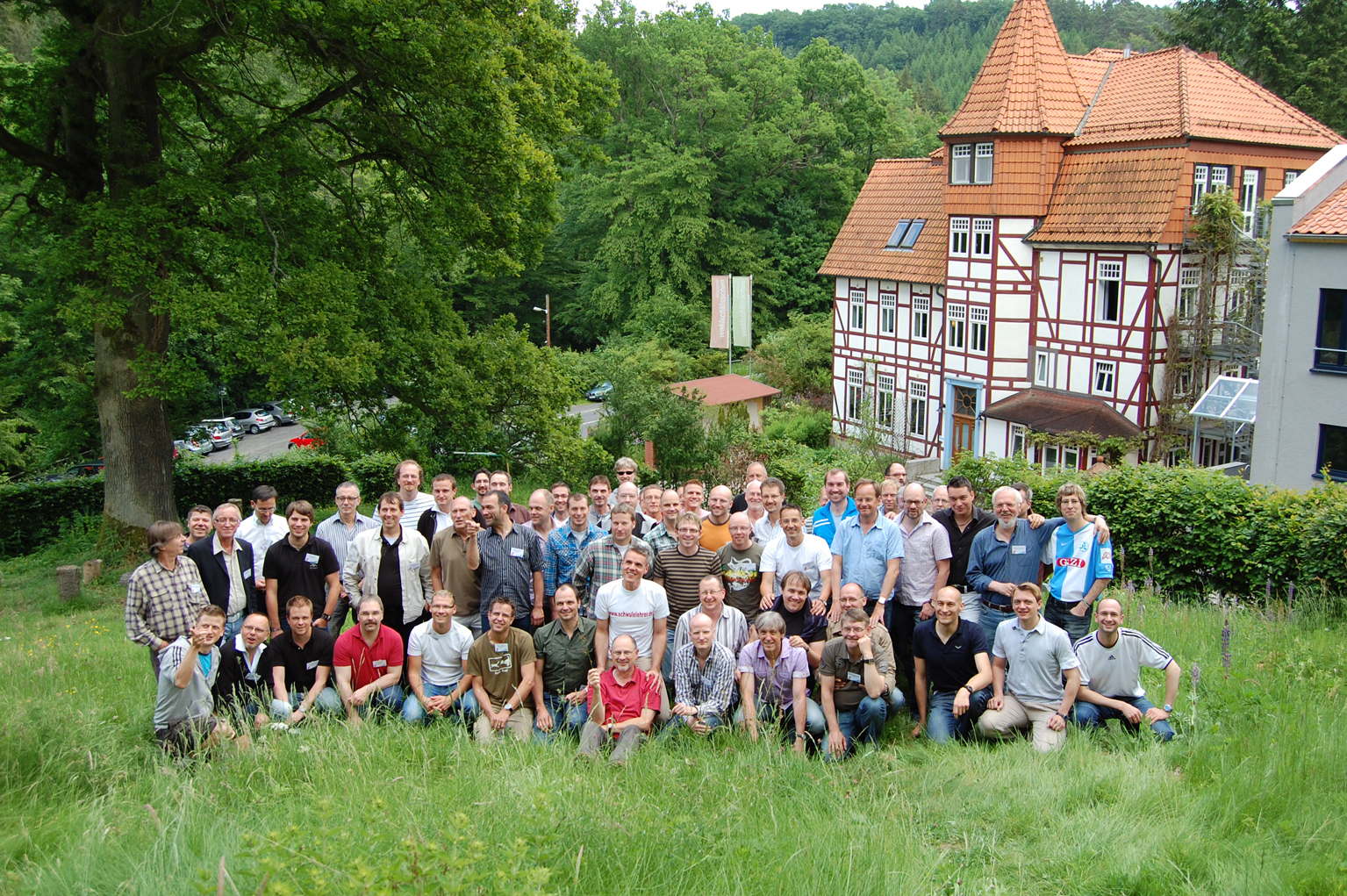
Encuentro de profesores en 2009

A pesar de que la actividad de la Akademie Waldschlösschen desde el principio no se ha reducido al público gay y lésbico, surgió del movimiento de liberación LGBT alemán de la década de 1970 y se fundó como una especie de universidad popular gay, como centro de encuentro y para favorecer la creación de redes autoorganizadas y emancipadoras (p.ej. de maestros, juristas, médicos, teólogos, padres homosexuales y asociaciones LGBT de las universidades alemanas). Según la información que la institución que da sobre sí misma, el movimiento LGBT alemán no sería pensable sin ella. Ralf König menciona la academia varias veces en sus historietas, entre ellas, como lugar en el que se desarrolla Beach Boys.
La academia es un lugar central de encuentro y educación de la comunidad LGBT en Alemania. Nacido de la crítica de la heteronormatividad, la academia se entiende como una institución queer que no considera la identidad, las normas sociales y los valores como algo evidente y natural, sino como algo impuesto socialmente, que debe ser considerados «construidos» y que deben ser redefinidas continuamente. El trabajo de la academia se fundamenta en los siguientes puntos (guía 2010):
- la convicción de que todas las personas tienen los mismos derechos y que pueden participar en el reparto de influencia y poder,
- el respeto por la diversidad y la diferencia de estilos de vida y sexualidades,
- la solidaridad con los marginados y discriminados,
- el cuestionamiento de la heteronormatividad,
- el convencimiento del gran valor de la autoorganización y la responsabilidad propia.

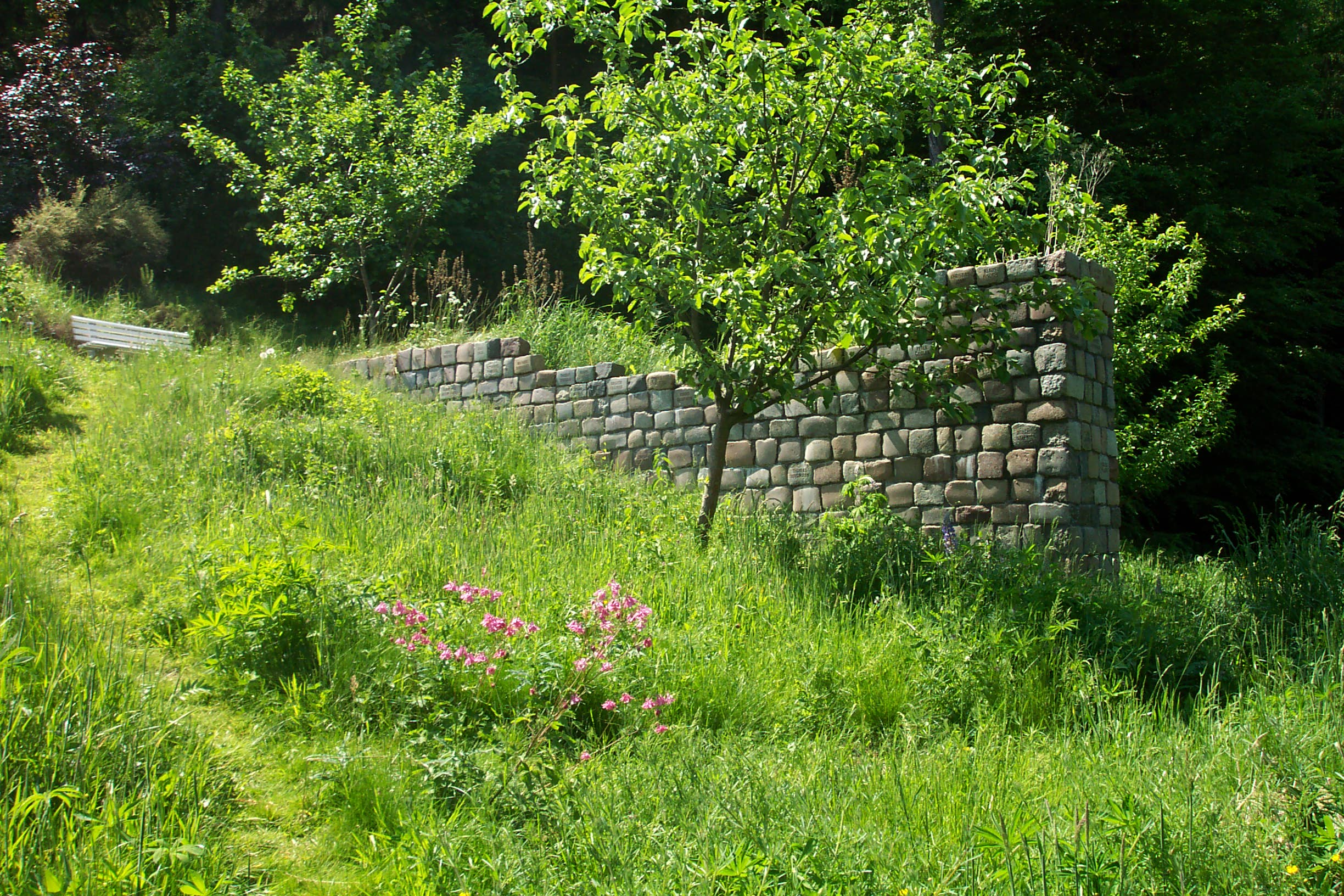
Lugar de reflexión Namen und Steine («Nombres y piedras») de Tom Fecht, parte del proyecto Memoire nomade.

La academia también tiene importancia para el trabajo sobre el sida en Alemania. El reto que representó la crisis del sida para el movimiento LGBT en la década de 1980, llevó a la colaboración de las diferentes organizaciones de ayuda y finalmente a la creación de la federación nacional Deutsche AIDS-Hilfe, con el que la academia colabora en cuestiones de formación y educación. Además, desde 1985, la academia desarrolló un programa de educación para adultos, para trabajadores de las organizaciones de ayuda para el sida, tanto voluntarios como fijos, que incentiva el encuentro, la formación y la autoorganización de personas con HIV y sida en distintos grupos de población. La antigua ministra federal de salud y presidenta del parlamento federal, Rita Süssmuth, comentó:

 Mir ist das Waldschlösschen wichtig, weil Aids-Betroffene hier lebenswichtige Unterstützung erfahren. Menschen begegnen Menschen, das trägt entscheidend zur positiven Lebensführung bei.
Considero la [Academia] Waldschlösschen importante porque los afectados por el sida pueden conseguir aquí apoyos vitales. Las personas se encuentran, lo que ayuda de forma decisiva a llevar una vida positiva.
 Rita Süssmuth 

Una expresión visible de la tristeza producida por la muerte a causa del sida de tantas personas es el proyecto Namen und Steine («Nombres y piedras»), una instalación artística en el exterior, que muestra los nombres de personas que han muerto a causa del sida. La instalación se amplía de forma anual.

## Programa educativo

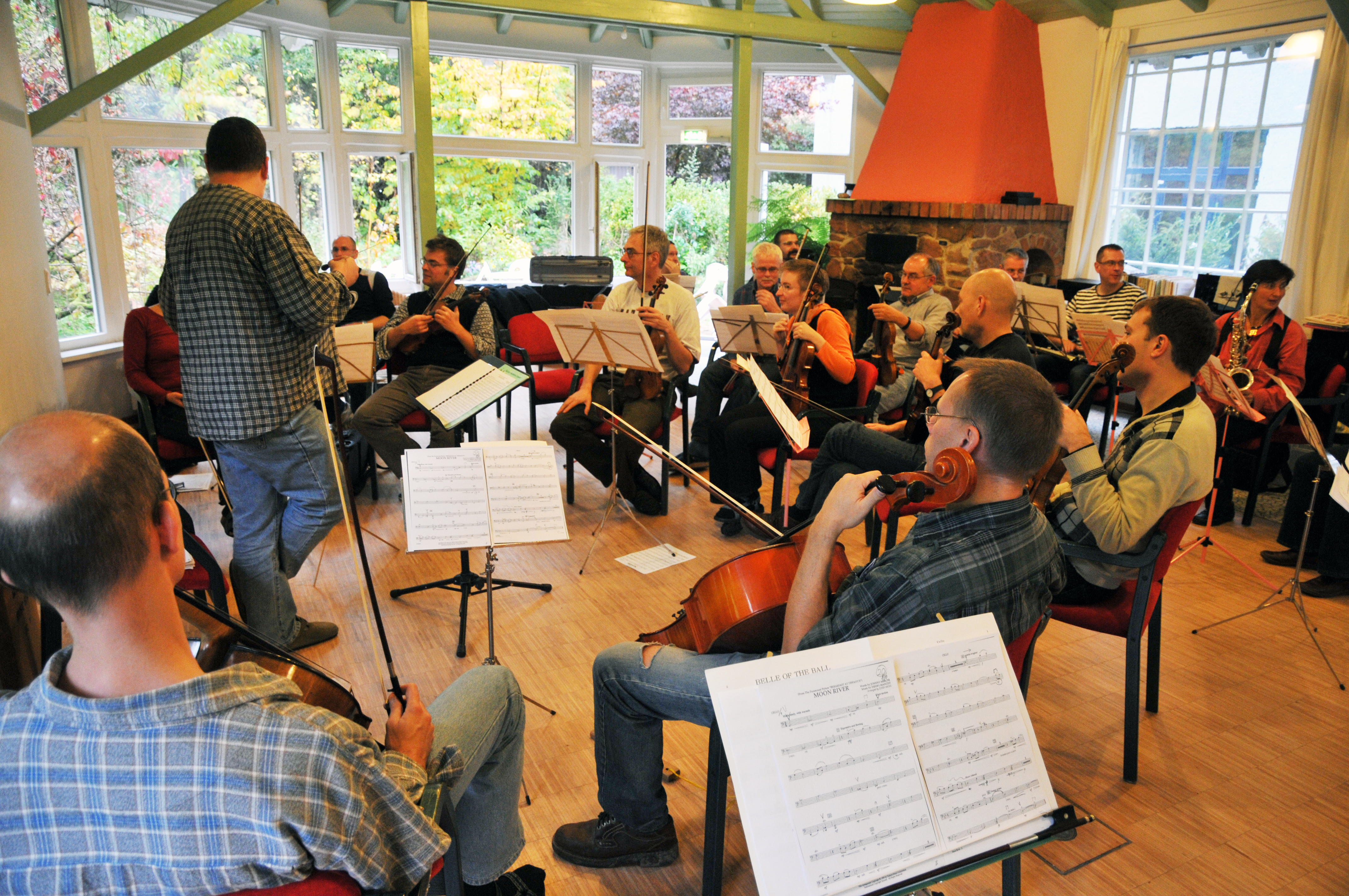
Ensayo de la orquesta.

El programa de seminarios de la institución se dirige a personas de todos los grupos de población. Las ofertas se circunscriben a los temas «compromiso social y autoayuda», «formas de vida y salud», «ciencia, arte y lenguaje», así como «formación en el contexto laboral», y consigue «un perfil especial a través de propuestas
- sobre formas de vida gais, lésbicas, bisexuales o queer,
- para personas con HIV y sida y sus parejas,
- para la cualificación de trabajadores voluntarios, sobre todo para personas que se implican contra el sida y la homofobia,
- para la discusión de resultados científicos de temas que se tratan en la academia.» (guía 2010)

La academia coopera en su trabajo con personas, grupos y redes que se implican contra la homo y transfobia, la xenofobia y el racismo. También la formación profesional en otros temas, como el trabajo con disminuidos, la pedagogía sexual de la diversidad, las capacidades de dirección, la alimentación, etc., sobre todo para personas que realizan trabajo social, y cursos intensivos de idiomas en distintas lenguas.
Además de los seminarios, se realizan numerosos cursos externos, sobre todo en cooperación con universidades, instituciones públicas y sociales. Al año, participan unas 3500 personas, realizando 12.000 pernoctaciones, en 300 seminarios y cursos.

## Estructura de la fundación

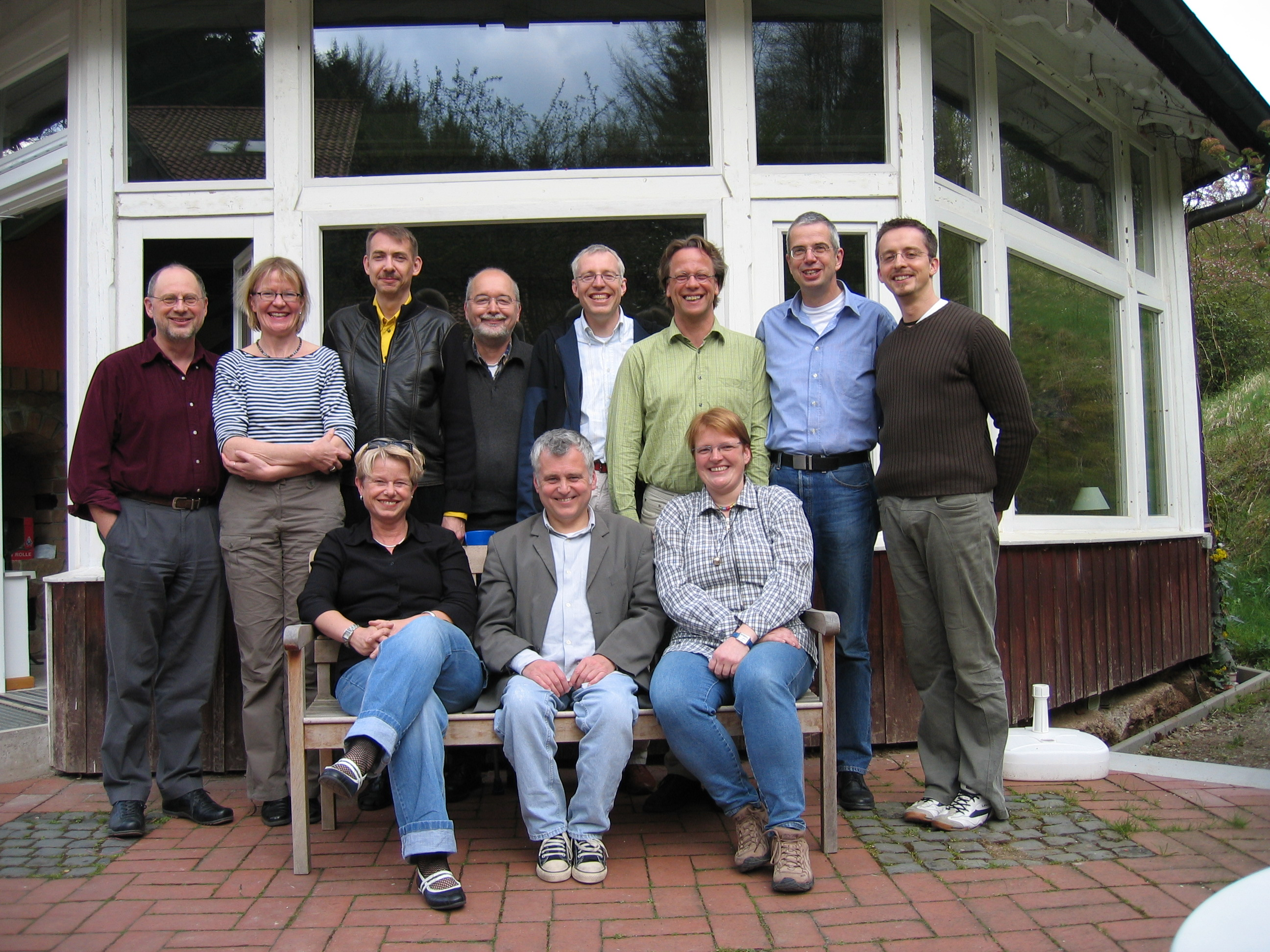
Reunión del consejo de la fundación 2004.

Los directores de la fundación Stiftung Akademie Waldschlösschen son Rainer Marbach y Ulli Klaum.
El consejo de la fundación lo forman Stefan Reiß (director), Silke Eggers (vicedirector), Michael Bochow, Monika Börding, Klaus Müller, Joachim Schulte, Klaus Stehling, Renate Steinhoff y Thomas Wilde.
Al consejo consultivo de la academia pertenecen los políticos Rita Süssmuth, Gabriele Andretta y Jürgen Trittin, los científicos Rüdiger Lautmann y Andreas Meyer-Hanno (†), así como los artistas Georgette Dee, Ralf König y Andreas Staier.

## Publicaciones
La academia edita desde 1999 en dos colecciones: en la editorial Männerschwarm aparecen libros de la Edition Waldschlösschen (en 2010, 10 tomos). En la editorial Waldschlösschen, la academia edita los libros del Edition Waldschlösschen - Materialien, que se dedica principalmente a los materiales y la documentación necesaria para la formación (en 2010, 14 tomos).
Selección de libros editados por Waldschlösschen:
- Jean Jacques Soukup (ed.), Die DDR. Der Aufbruch. Die Schwulen. Versuch einer Bestandaufnahme, ISBN 3-9802426-0-9
- Michael Bochow, Rainer Marbach (ed.), Islam und Homosexualität. Koran / Islamische Länder / Situation in Deutschland, ISBN 3-935596-24-3
- Lüder Tietz (ed.), Homosexualität verstehen. Kritische Konzepte für die psychologische und pädagogische Praxis, ISBN 3-935596-59-6
- Michael Bochow, Ich bin doch schwul und will das immer bleiben. Schwule Männer im dritten Lebensalter, ISBN 3-935596-79-0
- Volker Weiß, … mit ärztlicher Hilfe zum richtigen Geschlecht? Zur Kritik der medizinischen Konstruktion der Transsexualität, ISBN 978-3-939542-37-7
- Andreas Pretzel, Volker Weiß (ed.), Ohnmacht und Aufbegehren. Homosexuelle Männer in der frühen Bundesrepublik. Geschichte der Homosexuellen in Deutschland nach 1945, tomo 1, ISBN 978-3-939542-81-0
- Klaus Stehling (ed.), Queer Politics – Aufbruch zu neuen Ufern? ISBN 3-9802426-2-5
- Andreas Pretzel, Volker Weiß (ed.), Queering. Lesarten, Positionen, Reflexionen zur Queer-Theorie, ISBN 978-3-937977-05-8